# Турдиев (Кушониёнский район)
Турдиев (тадж.  Турдиев) — село в Кушониёнском районе Хатлонской области Республики Таджикистан. Подчинен администрации джамоата посёлка Бохтариён.
Находится на расстоянии 17 км от райцентра (пгт. им. Исмоила Сомони) и 2 км от посёлка Бохтариён.
Население — 385 чел. (2017).